# Marija Kristina de Burbon, kraljica i regentica Španjolske
Marija Kristina od Obiju Sicilija, Talijanski: Maria Cristina Ferdinanda di Borbone, principessa delle Due Sicilie; Španjolski: María Cristina de Borbón, princesa de las Dos Sicilias  (Palermo, Sicilija; 27. travnja 1806.- Le Havre, Francuska; 22. kolovoza 1878.), kraljica suvladar Španjolske (1829. – 1833.) i regent Španjolske (1833. – 1840.).
Marija Kristina rodila se u Palermu 27. travnja 1806. i bila je kći Franje I., kralja Obiju Sicilija i njegove druge žene, Marije Izabele Španjolske. Udala se za španjolskog kralja Ferdinanda VII. 11. prosinca 1829. godine.